# 皮亚诺罗
皮亚诺罗是意大利艾米利亚-罗马涅大区博洛尼亚省的一个镇。